# Parti de l'unité du Bhoutan
Le Parti de l'unité du Bhoutan (Druk Nyamrup Tshogpa, DNT) (en dzongkha : འབྲུག་མཉམ་རུབ་ཚོགས་པ་ ; Wylie: ’brug nyam-frotter tshogs-pa), appelé Parti social-démocrate jusqu'en 2012, est un parti politique du Bhoutan, situé au centre gauche. Il a été enregistré le 20 janvier 2013.
Au premier tour des 2e élections législatives tenues en 2013, le DNT obtient 35 962 voix et arrive en troisième position, ce qui ne lui permet pas de prendre part au deuxième tour. Toutefois, la présidente du parti, Aum Dorji Choden, qui s'est classée première dans sa circonscription, ainsi que plusieurs autres candidats DNT qui se sont classés deuxième dans leur propre circonscription, ont démissionné du parti pour finir comme candidats victorieux pour le Parti démocratique populaire au deuxième tour.
Le 18 octobre 2018, le Druk Nyamrup Tshogpa, remporte le second tour des élections législatives, obtenant 30 des 47 sièges à pourvoir. Son nouveau dirigeant, Lotay Tshering, devient Premier ministre du Bhoutan le 7 novembre 2018.
Le Druk Nyamrup Tshogpaa remporte un siège dans le Dzongkhag de Chukha avec Tshewang Lhamo dans la circonscription NA0201 (gewogs de Bongo et Chapchha), les quelques-unes des sept femmes candidates sur dix élues à l'Assemblée nationale .

## Premier ministre issu du DNT

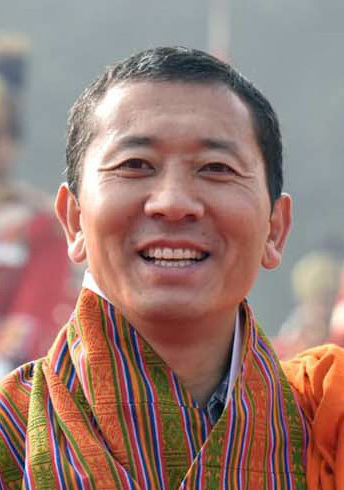
Lotay Tshering: premier ministre de 2018 à 2023

## Résultats électoraux
| Année     | Premier tour | Premier tour | Premier tour | Second tour  | Second tour  | Second tour  | Sièges  | +/-        | Position            |
| Année     | Voix         | %            | Rang         | Voix         | %            | Rang         | Sièges  | +/-        | Position            |
| --------- | ------------ | ------------ | ------------ | ------------ | ------------ | ------------ | ------- | ---------- | ------------------- |
| 2013      | 35 962       | 17,04        | 3e           | Non qualifié | Non qualifié | Non qualifié | 0 / 47  | Parti créé | Extra-parlementaire |
| 2018      | 92 722       | 31,85        | 1er          | 172 268      | 54,95        | 1er          | 30 / 47 | 30         | Majorité            |
| 2023-2024 | 41 106       | 13,13        | 4e           | Non qualifié | Non qualifié | Non qualifié | 0 / 47  | 30         | Extra-parlementaire |